# ألدن داربي
ألدن داربي (بالإنجليزية: Alden Darby)‏ هو لاعب كرة قدم أمريكية ولاعب كرة قدم كندية أمريكي، ولد في 22 يونيو 1992 في لونغ بيتش في الولايات المتحدة.

## وصلات خارجية
- ألدن داربي على موقع مرجع كرة القدم المحترفة.كوم (الإنجليزية)
- ألدن داربي على موقع كلية كرة القدم في سبورتس رفرنس.كوم (الإنجليزية)